# Židenický hřbitov
Židenický hřbitov je hřbitov v brněnské čtvrti Židenice, ležící mezi ulicemi Balbínova, Šaumannova a Údolíček. Po Ústředním hřbitově je druhým největším v Brně. Je zde pohřbeno množství regionálních osobností.

## Historie a popis
Židenický hřbitov byl na dnešním místě založen roku 1886; předtím měly Židenice hřbitov nejprve u farního kostela sv. Kunhuty v Zábrdovicích, poté na místě dnešního Tyršova sadu na Gajdošově ulici. V současné době má rozlohu 8,2 ha, na níž se nachází 7 500 hrobů a bezmála 28 000 pohřbených. V 80. letech, kdy už jeho kapacita přestávala dostačovat, byl rozšířen o urnové pohřebiště. S jeho rozšiřováním se dále počítá i do budoucna, a to až na dvojnásobek jeho současné rozlohy.

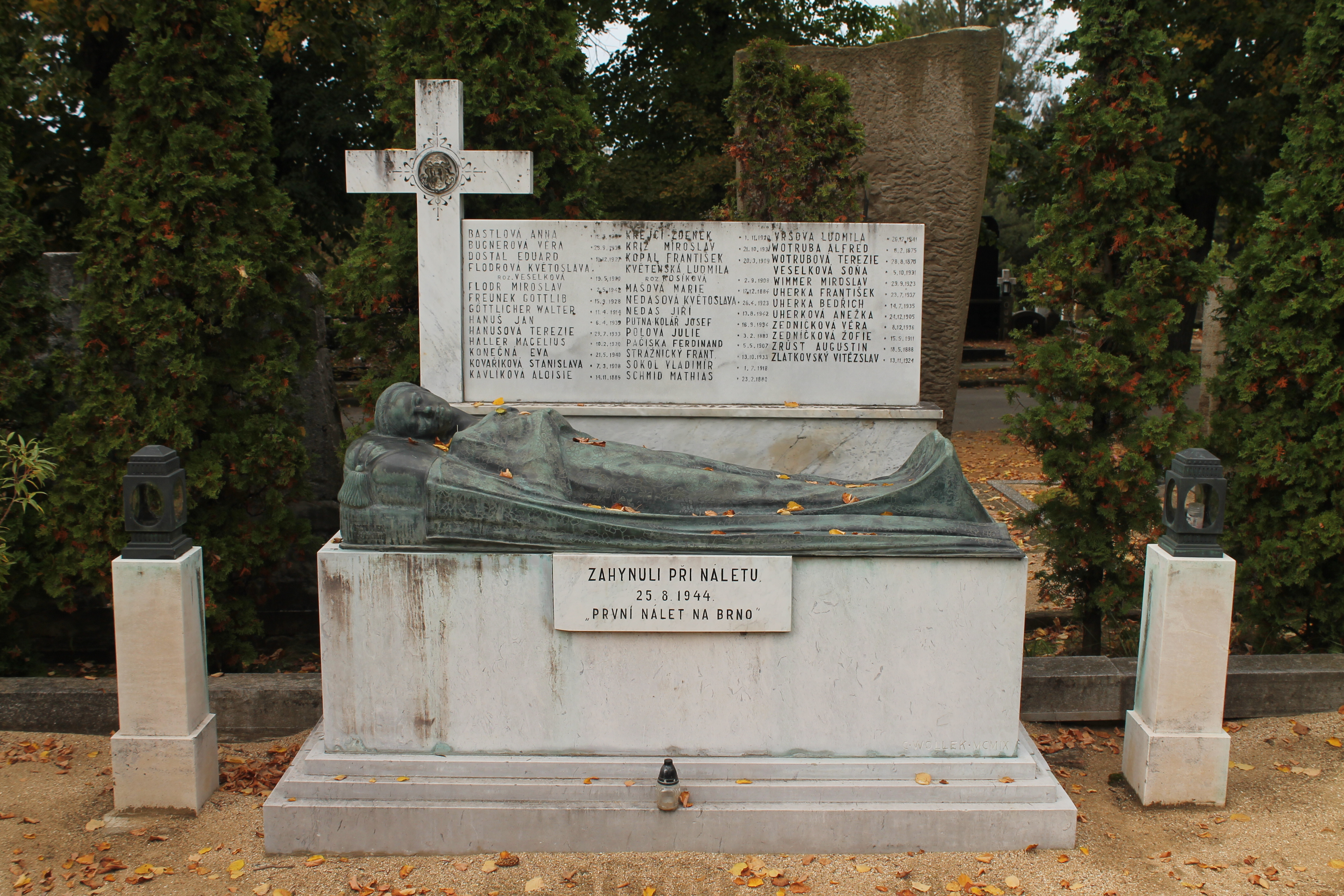
Pomník obětem prvního náletu na Brno

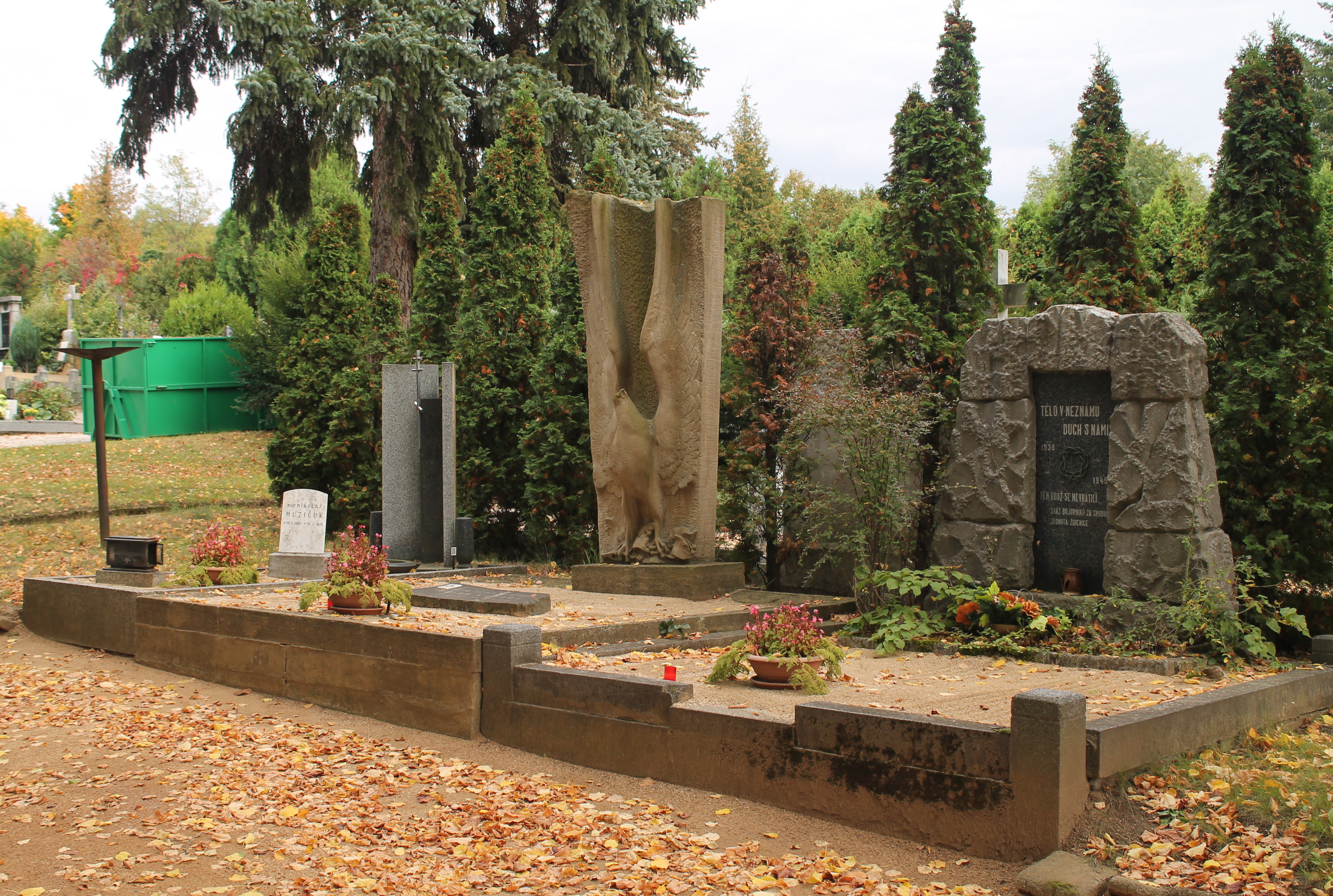
Čestná skupina u vchodu

Nedaleko vchodu se nalézá památník 37 obětí prvního náletu na Brno z 25. srpna 1944, který zasáhl i obytné domy v Židenicích. Jsou zde i tři čestné hroby, a to hrob odbojáře a mistra světa v gymnastice Jana Gajdoše, lékaře Nikolaje Muzyčuka a obětí druhé světové války.
V roce 1984 byla na hřbitově postavena obřadní smuteční síň podle návrhu architekta Ivana Rullera. Jeho osobité architektonické zadání, které počítalo např. i s vodním prvkem symbolizujícím mytologickou řeku mrtvých Styx v interiéru, však nebylo zcela naplněno a vlivem nedodržení technologických postupů, nevhodných materiálů a nekázně při výstavbě během tzv. „Akce Z“ začala stavba brzy vykazoval značné vady. Od roku 2007 je síň pro havarijní stav zcela uzavřena; v roce 2015 se však začalo jednat o její rekonstrukci a možném znovuotevření.

## Pohřbené osobnosti
Některé osobnosti pohřbené na Židenickém hřbitově:
- Alena Ambrová, herečka
- Miloslav Bednařík, sportovní střelec
- Bohuslav Ečer, právník
- Eduard Farda, hokejový trenér
- Jan Gajdoš, gymnasta, odbojář
- Robert Hliněnský, malíř a výtvarný pedagog
- Bohuslav Kilian, vydavatel časopisů Salon a Měsíc, strýc Bohumila Hrabala
- Jindřich Kumpošt, architekt
- Cyril Metoděj Lacina, mlynář
- Simona Monyová, spisovatelka
- Emanuel Ondráček, vysokoškolský pedagog
- Josef Podpěra, botanik
- Josef Podsedník, politik
- Františka Skaunicová, spisovatelka